# Dancehall
A dancehall eredetileg a reggae-re épülő zeneirányzat, és a rappel vannak azonosságai. De ezzel együtt figyelembe kell venni, hogy az ősalakja a reggae stílusban, különösen a beszédéneklés, zenetörténetileg jóval korábbra tehető (az 1960-as évek végére) mint a rap formák.
Jamaicai származású reggae-énekesek (különösen Kool Herc) nagymértékben vettek részt a rap/hiphop kifejlesztésében is. Nagy hatást gyakorolt a dancehall kifejlődésében az ún. „toast”, egy módja a beszédnek, ami előadóktól, mint U-Roy lettek ismertek és ezzel a dancehall kezdetének is tekintik.

## Leírás
Az éneklés táncolható ritmusokra történik, amit dancehall berkekben leggyakrabban szintetizátorral és basszus computerekkel történik, majd egy „Selector” (az USA-ban és Európában megfelel a DJ-nek) zenepult segítségével átmixeli. A ritmusokra a leggyakrabban a Patoisban énekelnek (Patwa) – úgymond „chattelnek". Az énekest Deejaynek hívják. Ha inkább éneklésre specializálódott, akkor „Singjay”.
Egy ismertetőjele többek között, hogy éneklés közben folyamatosan egy előző strófát a mindig hasonló kiejtéssel az utolsó szótag egy szakaszával rímelik. A beszédének a dancehallban a "toast"-ból és "chatting"-ből származtatható és messze különbözik a raptől, amiben nem csak ritmikusan énekelnek, hanem a rímek alapvetően egy hangritmusú ütemre lesznek előadva, ami ráadásnak még más ütemekkel is variálva lesznek, még kisebb dallamokba is átmehet.

## Szövegek
Ellentétben a részben erősen a Rasztafári vallásba vésődött Roots reggeatől a dancehall aligha van vallásosan felépítve. A dancehall fogalma eredetileg nem a vallásos, sokkal inkább a partiorientált reggae-sektől lett megfogalmazva, amiben nem kényszerűen folytatott "toast" folyik, hanem éneklés is van. Hasonlóan az amerikai "hiphop"-hoz, sok szexuális és erőszakkal foglalkozó szöveg jelenik meg. Látványos a dancehallban a feltűnő heteroszexuális áram. Különösen erős és ellentmondó témákat keringetnek ismert előadók, mint Elephant Man és T.O.K. – de Buju Banton darabja a Boom Bey Bey is kritikákat vont maga után.

## Dancehall Európában
A dancehall ritmusok a '90-es évek második felétől egyre több teret találtak az európai zenevilágban, amiben anyanyelvű művészek, például Németországban és Franciaországban egyéni módon képviselik a dancehallt és még a jamaicai "világ" nézeteitől is elhatárolódnak. Ilyenek a Seeed, Gentleman és P.R. Kantate.
Közben Németország a "nem jamaicaiak" között vezető pozícióba lépett, talán még Japánnal együtt. A Seeed egyes ütemei nemzetközi hírnévre is szert tehettek, a "Doctor's Darling" ütemüket jamaicai hírességek is feldolgozták, mint Tanya Stephens, Sizzla és Luciano.

## Reggaeton
A reggaeton egy egyedülálló változata a dancehallnak a spanyol Latin-Amerikából. Leginkább Puerto Ricóban és Panamában játsszák, de a '90-es évek óta Latin-Amerika egész területén népszerű.

## Jelentős előadók
- Alpha Blondy
- Anthony B
- Aidonia
- Assassin aka Agent Sasco
- Beenie Man
- Benji
- Blak Ryno
- Bounty Killer
- Buju Banton
- Chan Dizzy
- Capleton
- Ce'cile
- Demarco
- Daddy Freddy
- Dawn Penn
- Elephant Man
- General Degree
- Kiprich
- Khago
- Konshens
- Kenny Knots
- Lady Saw
- Lord Kossity
- Masicka
- Mono
- Munga
- Mr. Vegas
- Navino
- Nikitaman
- Ninjaman
- Supa Cat
- Sean Paul
- Shawn Strom
- Seeed
- Sizzla
- Shabba Ranks
- Popcaan
- Tommy Lee Sparta
- Tanya Stephens
- Tony Rebel
- T.O.K.
- Vybz Kartel
- Ward 21
- Yellowman

Magyar viszonylatban a Dancehall
- Milli Chab aka SupaLova, Gyalogosh, Toshaman
- Mark Swagger
- Uahdeez aka Deezy
- Irie Maffia